# MKB-Mühlenkreisbus
Die MKB-MühlenkreisBus GmbH ist ein Omnibusunternehmen im ostwestfälischen Kreis Minden-Lübbecke in Nordrhein-Westfalen. Als Tochterunternehmen der Mindener Kreisbahnen erbringt sie Leistungen im Kreis Minden-Lübbecke bis im benachbarten Landkreis Nienburg/Weser in Niedersachsen.

## Geschichte
Die MKB-MühlenkreisBus ist 1991 mit dem Kauf eines privaten Omnibusunternehmens durch die Mindener Kreisbahnen gegründet worden. Die Aktivitäten im Öffentlichen Personennahverkehr Bus sind dann in einer eigenen Tochtergesellschaft gebündelt worden. Alleiniger Gesellschafter ist die Mindener Kreisbahnen.
Als ein Standbein der Mindener Kreisbahn dient der Omnibusverkehr, der neben den Linien im Verlauf der alten Strecken auch darüber hinausgehende Linien bedient. Die erste über das Eisenbahnnetz hinausgehende Linie wurde 1948 von Minden nach Rinteln eingerichtet. 2002 summierte sich die Länge der Buslinien auf rund 600 km. Seit Oktober 2008 trägt die Omnibustochter den Namen MKB-MühlenkreisBus GmbH. Im Dezember 2009 übernahm die Gesellschaft von der Busverkehr Ostwestfalen GmbH circa 20 Buslinien im Bereich Lübbecke.

## Linienübersicht
Folgende Linien werden in dem Linienbündel A und den Linienlosen C2 und C4 durch die MKB-MühlenkreisBus betrieben.
Stand: August 2023

### Linienbündel A – Lübbecke und Umgebung
- 514 (Stadtbus Lübbecke) Lübbecke, ZOB – Lübbecke, Krankenhaus – Lübbecke, Bahnhof – Wiehenweg – Lübbecke, ZOB
- 581 Lübbecke, ZOB – Frotheim – Gehlenbeck – Espelkamp-Isenstedt – Frotheim
- 591 Lübbecke, ZOB – Rahden – Espelkamp – Lübbecke, ZOB
- 604 Lübbecke, ZOB – Hüllhorst – Hüllhorst-Schnathorst
- 605 Minden, Bahnhof – Minden, ZOB – MI-Hahlen – Hille – Espelkamp – Rahden, Bahnhof
- 614 Bad Oeynhausen, ZOB – B.O.-Werste – B.O.-Wulferdingsen – Hüllhorst-Schnathorst – Hüllhorst
- 615 Löhne – Löhne-Westscheid – Hüllhorst – Hüllhorst-Schnathorst
- 620 Stemwede-Sundern – Stemwede-Destel – Stemwede-Levern – Stemwede-Niedermehnen – Stemwede-Twiehausen – Rahden
- 621 Lübbecke, ZOB – Lübbecke-Alswede – Stemwede-Wehdem – Lemförde
- 622 Stemwede – Espelkamp
- 623  Lemförde – Stemwede-Dielingen – Stemwede-Wehdem – Rahden
- 624  Espelkamp – Gestringen – Hedem – Getmold – Pr.Oldendorf
- 625 Stemwede-Sundern – Stemwede-Levern – Stemwede-Twiehausen – Espelkamp-Vehlage – Espelkamp, Rathaus – Espelkamp, Gymnasium
- 626 Lübbecke, ZOB – Lübbecke-Blasheim – Lübbecke-Obermehnen – Bad Holzhausen – Pr. Oldendorf
- 629  Espelkamp – Lübbecke-Blasheim – Pr. Oldendorf
- 630 Lübbecke, ZOB – Espelkamp
- 636  Espelkamp – Rahden – Preußisch Ströhen – Tielge

Taxibus
- 627 (TaxiBus) Stemwede-Levern – Stemwede-Wehdem – Stemwede-Haldem – Stemwede-Dielingen – Lemförde
- 628 (TaxiBus) Lübbecke, ZOB – Lübbecke-Obermehnen – Bad Holzhausen – Pr.Oldendorf – Getmold
- 655 (TaxiBus)  Stadtverkehr Rahden
- 656 (TaxiBus)  Rahden – Preußisch Ströhen

Schulverkehr
- 601 Schulverkehr Hüllhorst Grundschulen
- 602 Schulverkehr Hüllhorst Gesamtschule

### Linienlos C2 – Regionalverkehr Porta Westfalica
(Es wird nur eine Linie aus diesen Linienlos durch die MKB betrieben.)
- 408 Minden, ZOB – PW-Neesen – PW-Lerbeck – PW-Hausberge – PW-Holzhausen

### Linienlos C4 – Regionalverkehr Minden – Porta Westfalica – Petershagen – Lübbecke – Espelkamp – Hille
- 500 Petershagen – Lahde
- 501/502 Minden, ZOB – Petershagen
- 503 Petershagen – Friedewalde
- 504 Petershagen – Buchholz
- 505 Lahde – Schlüsselburg
- 506 Lahde – Seelenfeld
- 507/508 Kombifahrt Raderhorst/Seelenfeld – Lahde – Minden
- 509 (Stadtbus Minden) Minden, ZOB – Minden, Bahnhof – MI-Dankersen (– MI-Päpinghausen)
- 510 Minden, ZOB – Minden, Bahnhof – MI-Meißen – PW-Nammen – PW-Kleinenbremen
- 511 PW-Kleinenbremen – PW-Hausberge
- 512 Minden, ZOB – Eickhorst, Dorfstraße – Lübbecke, ZOB
- 513 (Schnellbus) Minden, ZOB – Eickhorst – Lübbecke, ZOB
- 515 Hille – Espelkamp
- 530 Petershagen – Uchte

Schulverkehr
- 516 und 517

Schulverkehr Hille
- 520 Minden, ZOB – Minden, Besselgymnasium
- 521 und 523

Schulverkehr Gymnasium Petershagen
- 525 Ortsverkehr Grundschule Friedewalde

### Bus-Shuttle zum Kaiser-Wilhelm-Denkmal Porta Westfalica
Der Bus-Shuttle zum Kaiser-Wilhelm-Denkmal in Porta Westfalica verkehrt nur vom ersten Wochenende im April bis zum ersten Wochenende im November eines Jahres.
Der Bus-Shuttle verkehrt nur Samstags und Sonn- und Feiertags.
- 518 Kaiser-Wilhelm-Linie Porta Westfalica, Bahnhof – Unterm Willem (P&R) – Kaiser-Wilhelm-Denkmal

## Fuhrpark
Der Fuhrpark der MKB-MühlenkreisBus GmbH besteht momentan aus folgenden Fahrzeugen der Hersteller Mercedes-Benz und SETRA (EvoBus), MAN und Solaris
3: Setra S 315 NF
15: Setra S 415 NF
2: Setra S 416 NF
5: Setra S 415 LE business
1: Mercedes-Benz O530 Citaro GÜ
2: Mercedes-Benz O530 Citaro Facelift LE MÜ
1: Mercedes-Benz Citaro 2 (Fahrschulbus)
1: Mercedes-Benz Citaro 2 Ü
2: Mercedes-Benz Citaro 2 LE
11: Mercedes-Benz Citaro 2 LE Hybrid
5: Mercedes-Benz Citaro 2 G
4: Mercedes-Benz Citaro 2 G Hybrid
1: Mercedes-Benz Sprinter City 65
3: MAN A20 Lion’s City Ü
2: MAN A23 Lion’s City G
1: Solaris Urbino III 8.9 LE
1: Solaris Alpino 8.9 LE

## WeserBus Petershagen

### WeserBus
Der WeserBus ist ein ÖPNV-Verkehrskonzept für die Stadt Petershagen. Das System besteht aus 14 Buslinien und 4 TaxiBus-Linien. Die Linien werden überwiegend im Stunden-Takt bedient.
Die Betreiber dieser Linien sind die MKB-MühlenkreisBus GmbH und die Transdev Ostwestfalen GmbH
Die Linien im WeserBus sind:
- 500 Petershagen – Lahde
- 501/502 ZOB Minden – Petershagen
- 503 Petershagen – Friedewalde
- 504 Petershagen – Buchholz
- 505 Lahde – Schlüsselburg
- 506 Lahde – Seelenfeld
- 507/508 Kombifahrt Raderhorst/Seelenfeld – Lahde – Minden
- 525 Ortsverkehr Friedewalde
- 530 Petershagen – Uchte
- 600 (Schlüsselburg – ) Lahde – Minden
- 611 Friedewalde – Minden
- 612 Friedewalde – Minden (über Hille-Nordhemmern – Hille-Holzhausen)

TaxiBus-Gebiete
- SüdWest  Petershagen – Friedewalde
- NordWest  Petershagen – Uchte
- NordOst  Lahde – Schlüsselburg
- Ost Lahde – Seelenfeld